# Markus Magnusson
Markus Magnusson, född 12 februari 1996, är en svensk professionell ishockeyspelare (back) som just nu spelar för Piteå HC i Hockeyettan. Hans moderklubb är Piteå HC.